# Kadir Doğulu
Kadir Doğulu (* 19. April 1982 in Mersin; bürgerlich Abdulkadir Doğulu),  ist ein türkischer Schauspieler.

## Leben und Karriere
Doğulu wurde am 19. April 1982 in Mersin geboren. Später zog er nach Istanbul und studierte an der İstanbul Okan Üniversitesi. 2007 tauchte er in Hande Yeners Musikvideo Romeo auf. Sein Debüt gab er 2010 in der Fernsehserie Küçük Sırlar. Von 2011 bis 2013 bekam Doğulu in der Serie Pis Yedili die Hauptrolle. Zwischen 2013 und 2014 trat er in Fatih Harbiye auf. 2016 heiratete er die türkische Schauspielerin Neslihan Atagül. Sein Vater, Rasim Doğulu, verstarb am 23. Januar 2017. Unter anderem wurde er für die Serie Bana Sevmeyi Anlat gecastet. Außerdem setzte Doğulu seine Karriere in Aşkın Tarifi fort. 2022 spielte er in Gecenin Ucunda die Hauptrolle.

## Filmografie
Filme
- 2013: Bir Hikayem Var
- 2023: Mitat

Serien
- 2010: Küçük Sırlar
- 2011–2013: Pis Yedili
- 2013–2014: Fatih Harbiye
- 2015: Sevdam Alabora
- 2015–2016: Muhteşem Yüzyıl: Kösem
- 2016–2017: Bana Sevmeyi Anlat
- 2018: Babamın Günahları
- 2019–2020: Vuslat
- 2021: Aşkın Tarifi
- 2022–2023: Gecenin Ucunda